# المخطوطات القديمة: سكايرم-دان قارد
المخطوطات القديمة: سكايرم - دان قارد هي إضافة محتوى قابلة للتنزيل للعبة الفيديو المخطوطات القديمة: سكايرم. تم تطويرها ونشرها بواسطة بثزدا سوفت ورك. تم إطلاق إصدار Xbox 360 من دان قارد في المناطق الناطقة باللغة الإنجليزية في 26 يونيو 2012، وفي فرنسا وألمانيا وإيطاليا وإسبانيا في منتصف يوليو 2012. تم إصداره على مايكروسوفت ويندوز عبر ستيم في 2 أغسطس 2012. بسبب مشاكل في الأداء، تم تأجيل إصدار PlayStation 3 من دان قارد حتى 26 فبراير 2013.  
تدور قصت دان قارد حول نبوءة قديمة تنبأ بها مخطوطة قديمة. دان قارد هي منظمة مكرسة لصيد مصاصي الدماء وإيقاف عودة عشيرة قوية من مصاصي الدماء تسمى فولكيهار الذين يمتلكون القدرة على التحول إلى «أمراء مصاصي الدماء» الوحشيين. يعتزم زعيم فولكيهار الأمير هاركون استخدام نبوءة من مخطوطة قديمة لإزالة الشمس بشكل دائم. يمكن للاعب أن يختار إما مساعدة دان قارد أو الانضمام إلى فولكيهار، ليصبح امير مصاصي الدماء في هذه العملية. يتضمن المحتوى دروعًا وعناصر وأسلحة وشخصيات مختلفة وما إلى ذلك

## اللعب
تم تقديم شجرتين فريدتين من أشجار المهارة في دان قارد، واحدة لمصاصي الدماء والأخرى للمستذئبين. يُمنح اللاعبون خيار الانضمام إلى عشيرة مصاصي الدماء فولكيهار أو قتالهم مع جماعة من صيادي مصاصي الدماء تُعرف باسم دان قارد. سيتم منح اللاعبين إمكانية الوصول إلى واحدة من قاعدتين: قلعة فولكيهار أو حصن دان قارد. وقدمت دروع وأسلحة جديدة، بما في ذلك نشابية لدان قارد. تظل النشابية محملة أثناء التحرك، مما يسمح برد فعل أسرع من الأقواس ولكن على حساب بطء تعبئه السهم وتقليل سرعة حركة اللاعب أثناء إعادة التعبئة. تقع النشابية تحت شجرة الرماية وسيتم أيضًا تطبيق جميع النقاط المخصصة للرماية عليها. يمكن صنع اسهم نشابيه بسحر لإنشاء اسهم ذات ضرر سحري إضافي.
يتوفر تحول مؤقت إلى «امير مصاصي دماء» لمصاصي الدماء. يعمل التحول مثل التحول لمستذئب، باستثناء أنه يمكن استخدامه بشكل متكرر بدلاً من أن يقتصر على مرة واحدة في اليوم. يمتلك امير مصاصي الدماء شجرة مهارات جديدة لرفع مستواه. كما تم إعطاء المستذئبين شجرة مهارات لم تكن موجودة من قبل. تحتوي شجرة مهارة امير مصاصي الدماء على إحدى عشرة ميزة، وتحتوي شجرة مهارة المستذئب على ثمانية مهارات. يرتفع مستوى امير مصاصي الدماء من خلال القتال بتعويذة استنزاف الحياة أو العض ، بينما يكتسب المستذئب خبرة تجاه شجرة مهاراته عن طريق استهلاك الجثث بينما هو متحول لإطالة مدة التحول.
تم عرض مواقع جديدة في دان قارد ، بما في ذلك عالميان جديدان يمكن استكشافهما: عالم من اوبلفين يسمى حجارة الروح والوادي المنسي، وهو وادي قطبي منعزل يقع في مكان ما خارج هافينغار وريتش. بالإضافة إلى ذلك، تعمل المساحات الكبيرة كمحاور مهام خلال القصة، مثل قلعة فولكيهار، الواقعة على جزيرة ساحلية قبالة ساحل هافينغار، وحصن دان قارد الواقع في وادي صغير خارج الصدع. تم تقديم شخصية «نحاتت الوجه» في راقد فلاقن في رفتن، مما يسمح للاعبين بتغيير مظهر الوجه لشخصيتهم حسب الرغبة. توجد أيضًا تنانين «أسطورية» أقوى في دان قارد ، وتظهر بشكل عشوائي في جميع أنحاء البيئة، ويمكن أن تقتلها شخصية اللاعب ويتم امتصاصها مثل أي تنين آخر (يمنح إنجازًا). تمت أيضًا إضافة ثلاث صيحات تنانين جديدة: استنزاف الحيوية ، دمعة الروح ، واستدعاء دورنيهفير.

## حبكة
قد تبدأ شخصية اللاعب المهام بعدة طرق. يمكن سماع حراس المدينة وهم يناقشون عودة دان قارد، أو قد يتم الاتصال بشخصية اللاعب مباشرة من قبل عضو من دان قارد المسمى دوراك ويطلب منه الانضمام إلى دان قارد لمكافحة التهديد المتزايد لمصاصي الدماء داخل سكايرم. بغض النظر عن كيفية بدئها، تسافر شخصية اللاعب إلى قلعت دان قارد، والتي يمكن الوصول إليها من خلال وادي يوم الربيع، الواقع بالقرب من رفتين. يجتمعون الدان قارد مع القائد اسران، الذي يؤكد تهديد وتجدد قوة مصاصي الدماء، مشيرًا إلى تدميرهم لمقر يقظة ستندر في بال، و قاعة يقظة ستندر، وقتل الحارس كاركيت، كسبب لإصلاح دان قارد والقضاء على مصاصي الدماء. تُمنح شخصية اللاعب نشابيه ويطلب منه السفر إلى خرابة معروفة أن مصاصي الدماء يحققون فيها والمعروف باسم سرداب دام هولو. عند الوصول، بعد التعامل مع مصاصي الدماء الذين يحققون داخل الخرابة، بما في ذلك زعيمهم لوكي، يكتشف اللاعب مصاصت دماء تدعى سيرانا (اداء بصوت Laura Bailey) محاصرة داخل تمثال. بحوزتها مخطوطة قديمة، وتبلغ اللاعب أن عائلتها تعيش في مسكن قبالة ساحل سكايرم، بالقرب من سالتود، يُدعى قلعة فولكيهار. تطلب من شخصية اللاعب مرافقتها بأمان إلى منزلها. عند عودتها إلى المنزل، يقدم والدها، مصاص الدماء الأمير هاركون، زعيم عشيرة مصاصي الدماء الأقوياء فولكيهار، للاعب الفرصة ليصبح امير مصاصي دماء بدافع الامتنان الواضح لسلامة ابنته والانضمام إلى العشيرة، أو فرصة لمغادرة قلعة فولكيهار بأمان والعودة إلى دان قارد. يبدأ هذا الاختيار القصة الرئيسية لدان قارد.

### مسار فولكيهار
إذا قبل اللاعب عرض الأمير هاركون، فإن امير مصاصي الدماء يعض شخصية اللاعب. يستيقظ اللاعب في غرفة أمام صنم أمير الهيمنة ديدريك، مولاق بال. يوضح هاركون أن مولاق بال يعتبر «أبًا من نوعه». منذ آلاف السنين، كان هاركون ملكًا هالك. تعهد بروحه لمولاق بال، وضحى باسمه بـ «ألف من الأبرياء». منح ديدرا هاركون وعائلته الخلود من خلال إصابتهم بمرض مصاص دماء. يُظهر هاركون لشخصية اللاعب كيفية الاستفادة من شكل وقوى امير مصاصي الدماء. يُكلف اللاعب بعد ذلك باستعادة كاس حجر الدم، وهي قطعة أثرية قوية تهدف إلى مساعدة قضية هاركون، لملئها بالماء من ريد واتر دن، ثم إضافة دم مصاص دماء قوي. أثناء استعادة الكأس، تعرضت شخصية اللاعب للهجوم من قبل اثنين من فولكيهار ستالف وسالونيا، الذين يخططون للإطاحة بهاركون بأوامر من فينجالمو وأورثجولف، كبار مستشاري هاركون. بعد قتلهم، يضيف اللاعب دمائهم إلى الكأس ويعود إلى قلعة فولكيهار.
بعد استلام الكأس، نشر هاركون شائعات كاذبة حول سكايرم بخصوص اكتشاف مخطوطة قديمة لمحاولة جذب كاهن عث إلى الأرض. كهنة العث هم طائفة قديمة، قادرة على النظر إلى المخطوطات القديمة وفك رموز النبوءات منها. يسافر اللاعب إلى مخبأ فوربيرز جنوب جسر التنين مباشرة، ويلتقط كاهن عث يُدعى ديكسيون إيفيكوس كان قد استعبد من قبل مصاص دماء يُدعى مالكوس قبل أن يقتلوه الدان قارد بقيادة قائدهم فانيك. يحول اللاعب الكاهن إلى عبد، وعند قراءة المخطوطة، يكشف إيفيكوس لهاركون أنهم بحاجة إلى تحديد موقع سلاح يسمى سهم اوريال، بالإضافة إلى مخطوطين أخريين من المخطوطات القديمة. تقع إحدى المخطوطات داخل حطام مدينة دومير في بلاك ريتش، ويتم استردادها كجزء من المهمة الرئيسي الأصلي جنبًا إلى مهمة زميل مولاق بال الأمير هيرميوس مورا. والآخر أخذته والدة سيرانا المنفصلة، فاليريكا، عندما قررت الفرار من القلعة. رحلة شخصية اللاعب وسيرانا إلى عالم من ابولافين المعروف باسم حجارة الروح. يقومون بتحديد موقع فاليريكا واسترجاع آخر مخطوطة قديمة. قبل عودتهم إلى تامريل، حذرتهم فاليريكا لي إيقاف هاركون، لأنه ينوي قتل سيرانا لتحقيق النبوءة. يكتسب اللاعب أيضًا احترام التنين دورنيهفير، الذي لعب دور الحارس على فاليريكا في حجارة الروح قبل أن يتفوق عليه اللاعب في القتال، ويزود اللاعب بالصياح لاستدعائه خارج حجارة الروح لفترة من الوقت.
تتعلم شخصية اللاعب من مخطوطة قديمة أن قوس اوريال يقع في كهف دارك فال. يلتقي اللاعب مع قالبور، آخر ما تبقى من اقزام الثلاج، وفارس- من كنسية اوريال ويقوم بتعليم اللاعب كيفية استرداد قوس اوريال، من خلال إكمال سلسلة من المهام وهزيمة أرش-كيورات فيرتور، شقيق قالبور، الذي أفسده فالمر. تواجه شخصية اللاعب وسيرانا فيرتور في الحرم الداخلي للكنيسة ويكتشفان أنه مصاص دماء وصانع النبوءة في نفس الوقت، ويرغب في حجب الشمس من أجل تعطيل تأثير اوريال في تمريال، انتقاما من سمح اوريال له أن يصاب بمرض مصاص دماء.
بعد استعادة القوس، تواجه شخصية اللاعب وسيرانا الأمير هاركون في قلعة فولكيهار. تقوم الشخصية بقتال هاركون ويقتلونه، وينهيون التهديد على تمريال وسراينا، ويعترف أعضاء محكمة هاركون بشخصية اللاعب باعتباره سيدهم الجديد وحاكم للقلعة.

### مسار دان قارد
إذا رفضت شخصية اللاعب عرض هاركون وعادت إلى دان قارد، فإن الحبكة تلعب بشكل متطابق تقريبًا، وإن كان يتم عرضها من منظور دان قارد، حيث يتم تعيين اللاعب من قبل اسران لتجنيد زملائه القدامى في الفريق سورين وجورارد وقونمار لاستعادة أعضاء الدان قارد. بمجرد أن يتمكن دان قرد من تجديد اعضائهم، بما في ذلك إضافة فلورنتيوس وباينيوس إلى المجموعة، تعرّف سراينا نفسها إلى دان قارد وتخبرهم حول خطة هاركون، وتتعهد بتقديم المساعدة لدان قارد، على الرغم من أن اسران لا يزال لديه شكوكه حول نوايا سراينا. بعد قتل مالكوس وتحرير ديكسيون من السحر الذي وضعه عليه ثم عاد ديكسيون إلى حصن دان قارد لقراءة مخطوطة سراينا إلى اسران ، قبل أن يتعب ويسمح له اسران وقتًا من الراحة والتعافي في الحصن بينما تقوم سراينا واللاعب بالبحث عن مخطوطات قديمة أخرى. من أجل الدخول إلى عالم حجارة الروح، يجب على اللاعب ان يكون مصاص دماء بواسطة سراينا أو أن تكون روحه مخطوفة جزئيًا حتى يتمكن من الدخول. بصرف النظر عن هذه التفاصيل، تتبع المهمة مسارًا مشابهًا للفولكيهار، لكنها تختلف خلال المهمة الأخيرة، عندما يقود اللاعب هجوم دان قارد الأخير على هاركون ومحكمته لقتالهم ومنع تحقيق النبوءة. ينجح اللاعب وسيرانا في قتل هاركون في مواجهة ذروية، مما أدى بشكل فعال إلى القضاء على تهديد مصاصي الدماء الكبير في سكايرم. يشكر اسران سيرانا على دعمها، ويظهر الاحترام لها، ويسمح للاعب فرصة لمواصلة مساعدة دان قارد في التخلص من مصاصي الدماء الذين لا يزالون يمثلون مشكلة في سكايرم.

## إصدار
تم الإعلان عن دان قارد بواسطة بثزدا سوفت ورك في تاريخ 1 مايو 2012 عبر صورة على مدونة بثزدا. تم إصدار المقطع الدعائي الأول للمحتوى الإضافي في تاريخ 31 مايو 2012. أظهر هذا أول لقطة لمحتوى الإضافي، والتي عُرضت لاحقًا في معرض الترفيه الإلكتروني 2012. أعلنت بثزدا عن دان قارد بيتا Xbox 360 في تاريخ 1 يونيو 2012. في تاريخ 1 فبراير 2013، أعلنت بثزدا على Facebook أن دان قارد سيكون متاحًا لجهاز PlayStation 3 في 26 فبراير 2013.

### مشكلة تقنية
تم إصدار دان قارد على Xbox 360 والكمبيوتر الشخصي في تاريخ 26 يونيو 2012. ومع ذلك، فقد تأخر إصدار PlayStation 3. أصدرت بثزدا بيانًا في المنتدى الرسمي قالت فيه، «إن PlayStation 3 نظام قوي، ونحن نعمل بجد لتقديم المحتوى الذي تريدونه يا رفاق. من الواضح أن دان قارد ليس هو المحتوى الإضافي الوحيد الذي كنا نعمل عليه أيضًا، لذا تصبح مشكلت إضافة المحتوى أكثر تعقيدًا. هذه ليست مشكلة نحن على يقين من أنه يمكننا حلها، لكننا نعمل مع سوني لمحاولة تقديم هذا المحتوى لك.»  تم إصدار دان قارد على PlayStation Network في 26 فبراير 2013.